# Три башни Сан-Марино
Три башни Сан-Марино (итал. Torri di San Marino) — средневековые строения на трёх вершинах горы Монте-Титано.
Башни-крепости являются символом свободы Сан-Марино, изображены на флаге и гербе страны, их изображение также чеканится на сан-маринских монетах евро.
Гуаита — старейшая башня, построена как тюрьма в XI веке. Вторая башня — Честа, была построена в XIII веке, находится на высшей точке Сан-Марино (750 м над уровнем моря). В 1956 году в башне был открыт музей старинного оружия. Третья башня — Монтале была построена в XIV веке. В отличие от других, широкий доступ посетителей в неё ограничен.

## Галерея

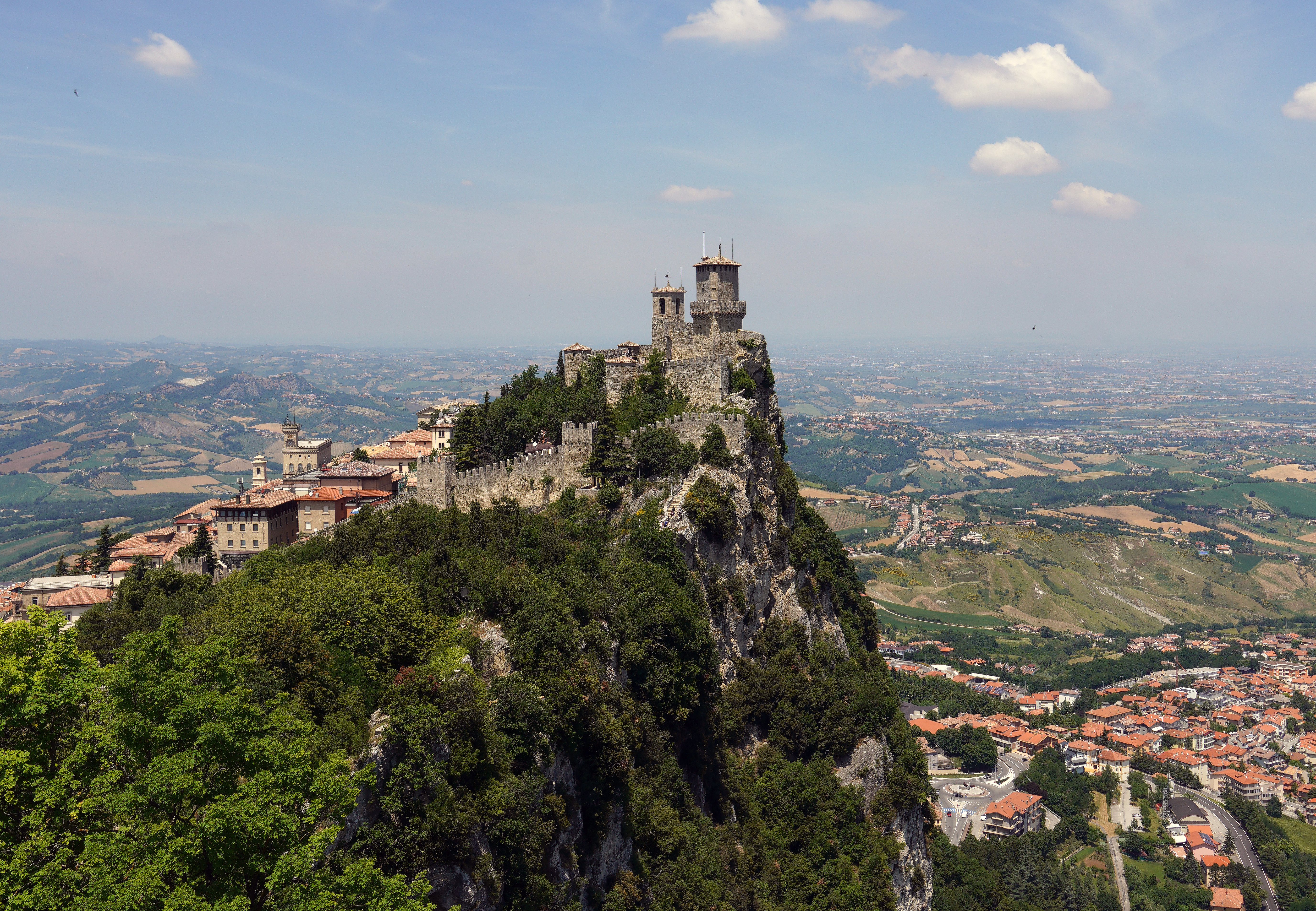
Гуаита
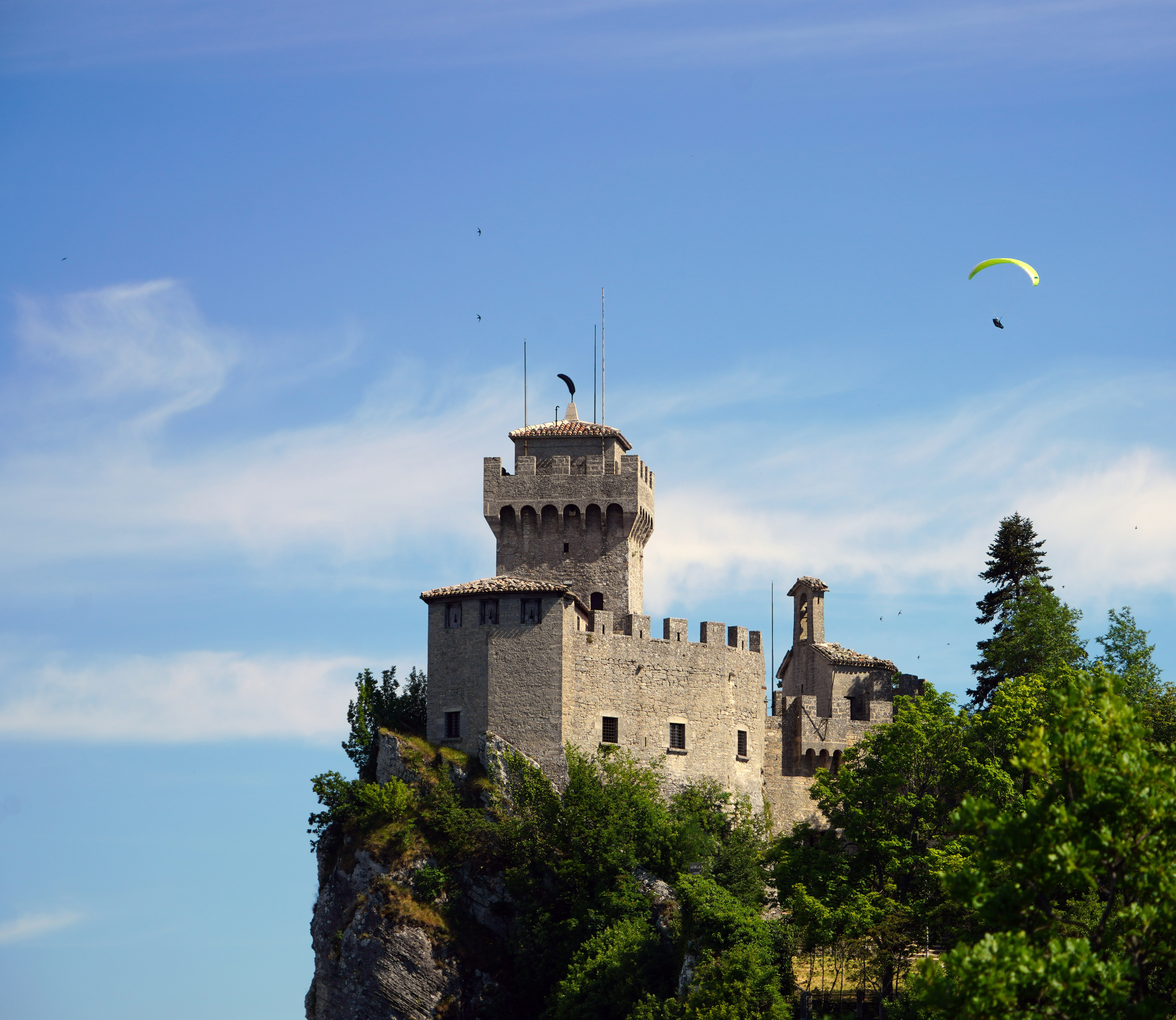
Честа
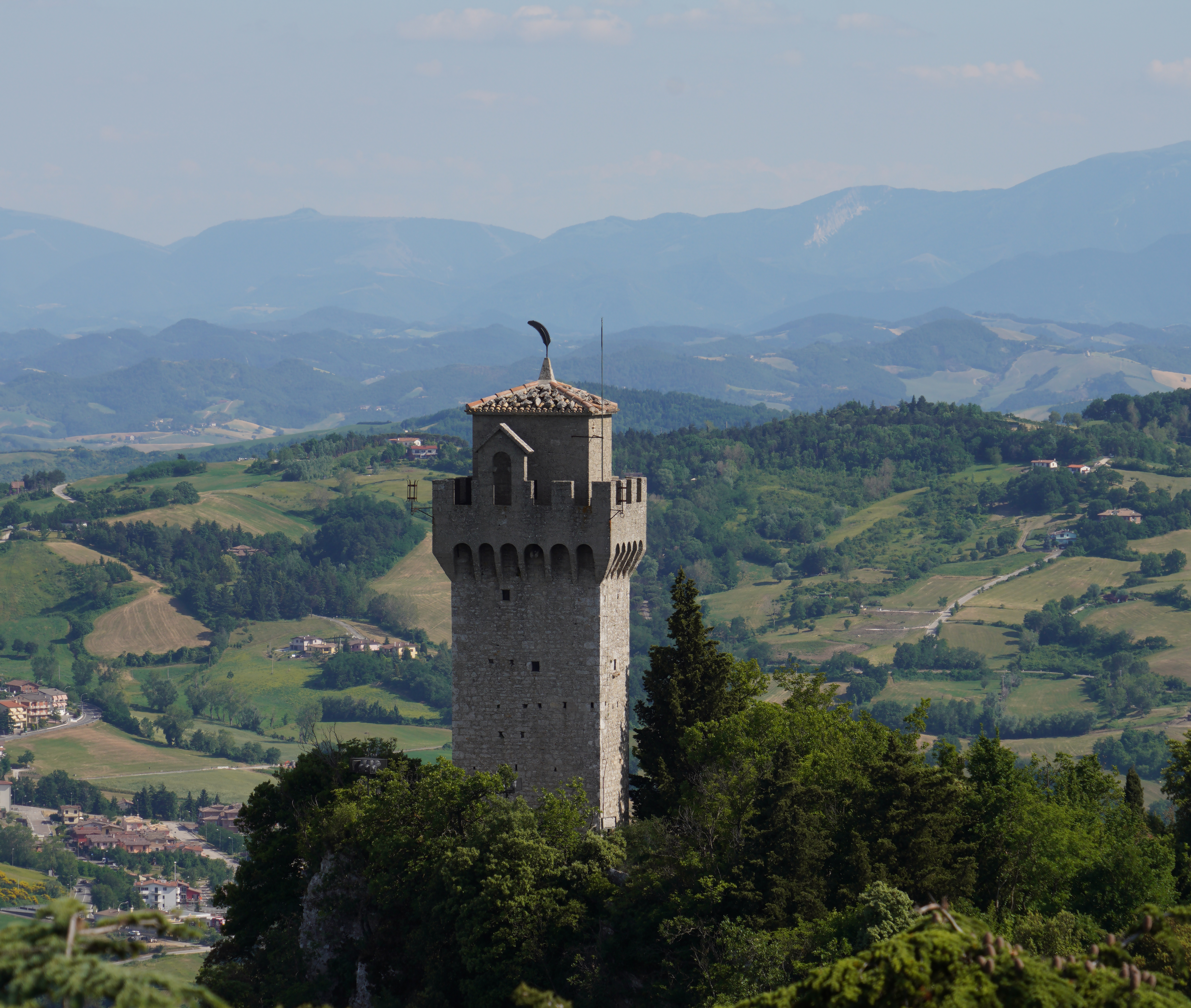
Монтале